# Bernhard Berglund
Bernhard Emanuel Berglund, född 12 januari 1891 i Timrå församling, Västernorrlands län,, död 27 december 1944 i Selångers församling, Västernorrlands län, var en folkskollärare och kantor. 
Berglund tog folkskollärarexamen och organistexamen i Härnösand år 1912 och var från år 1913 till sin död folkskollärare och kantor i Selånger.
Berglund har bland annat komponerat melodin till en psalm som finns med i Den svenska psalmboken 1986 (nr 530).

## Kompositioner
- En dunkel örtagård jag vet (1986 nr 530) tonsatt 1937, text av Emil Liedgren. Översatt till norska av Trygve Bjerkrheim, «Eg veit ein hage full av fred» (Norska psalmboken nr 434).